# Neaufles-Auvergny
Neaufles-Auvergny is een gemeente in het Franse departement Eure (regio Normandië) en telt 395 inwoners (1999). De plaats maakt deel uit van het arrondissement Évreux.

## Geografie
De oppervlakte van Neaufles-Auvergny bedraagt 17,6 km², de bevolkingsdichtheid is 22,4 inwoners per km².
De onderstaande kaart toont de ligging van Neaufles-Auvergny met de belangrijkste infrastructuur en aangrenzende gemeenten.

## Demografie
Onderstaande figuur toont het verloop van het inwonertal (bron: INSEE-tellingen).

1. ↑  Populations de référence 2022.